# 山崎辨榮
 山崎 弁栄 （やまざき べんねい、安政6年2月20日（1859年3月24日） - 大正9年（1920年）12月4日) は、日本の浄土宗の僧侶。明治時代後期から大正時代に浄土宗の社会運動である光明主義運動を行った。光明学園の創設者。

## 略歴
安政6年（1859年）、下総国相馬郡手賀沼畔の鷲野谷村（わしのやむら）（現、千葉県柏市鷲野谷周辺）の熱心な浄土宗門徒の農家に生まれる。近所の真言宗寺院で仏画を習う傍ら、12歳の時、阿弥陀三尊を夕日の中に観想して出家を願い、明治12年（1879年）11月、佛法山一乘院東漸寺の大谷大康に師事して出家した。
明治14年（1881年）に上京し、増上寺や駒込吉祥寺学林（現、駒澤大学）で研鑽を積み、明治15年（1882年）に筑波山中で念仏修行を行った。明治18年（1887年）に習志野に移住し、靈鷲山源福院善光寺建立・浄土宗本校（現、大正大学）設立の勧進を行った。明治27年（1894年）にはインド仏跡巡拝に出かけ、翌明治28年（1895年）に帰国した。
その後、光明主義運動を始め、大正3年（1914年）には如来光明会（現、一般財団法人光明会）を設立した。
大正5年（1916年）には、総本山知恩院の夏安居に講師に招かれ、大正7年（1918年）には時宗当麻派の本山、無量光寺の61世法主に迎えられ、境内に人々の教育のために光明学園を創設した。
大正9年（1920年）12月、各地を巡錫中、柏崎市の寶篋山安養院極楽寺（新潟県柏崎市若葉町）で還浄した。

### 逸話
- 西洋楽器も積極的に布教に活用した。明治23年(1890年)ごろ、仏教の教えを広めるため、賛仏歌を作詞作曲し、当時は目新しい楽器だった手風琴を自分で演奏し、全国を行脚した[1]。
- 超能力めいた逸話が残っている。渡し舟に乗っていたとき、対岸のあるところを指さして「あそこに14歳ばかりの娘が溺死しているが、堤防の下の石にひっかかって浮かび上がらずにいる。水練の心得のある人がいたら、子どもを出して親を安心させてやってください」と言ったが、はたしてその通りであった。他にも、人の心を読む逸話が伝わっている[2]。

## 弟子
田中木叉、笹本戒浄、大谷仙界、藤本浄本

## 山崎弁栄記念館
2013年(平成24年)8月、岐阜市に一般財団法人山崎弁栄記念館が開館した。記念館には遺墨作品を始め、自筆の原稿、著作などが一般公開されている。初代理事長は財団法人光明修養会（現、一般財団法人光明会）上首で東洋大学名誉教授の河波昌（定昌）。初代館長は若松英輔が就任。現在は長良川画廊店主、岡田晋が館長兼理事を務める。
- 所在地：岐阜市長良泉町16 山本ビル1階
- 開館日：特別展会期中を除き平日のみ。（要予約）

## 著書
- 遺稿集『ミオヤの光 - 弁栄聖者御遺稿』（全6冊、ミオヤのひかり社、1922年）
  - 「光明の生活」、「人生の帰趣」ほか

各 田中木叉編、新装再刊、1989-90年
- 『弁栄聖者道詠集』（ミオヤのひかり社、1926年）、新版1984年
- 『弁栄上人遺墨集』（ミオヤのひかり社、1926年）、新版1980年
- 『弁栄聖者光明大系 御慈悲のたより』（ミオヤのひかり社、1926年）
- 『弁栄聖者光明大系 無辺光』（ミオヤのひかり社、1928年、再版1956年）、新装復刻2017年
- 『弁栄聖者光明大系 不断光』（ミオヤのひかり社、1928年、再版1959年）
- 『弁栄聖者光明大系 無量光寿』（ミオヤのひかり社、1930年）、新装復刻2017年
- 『弁栄聖者光明大系 無礙光』（ミオヤのひかり社、1956年）
- 『弁栄聖者光明大系 無対光』（ミオヤのひかり社、1957年）
- 『弁栄聖者光明大系 炎王光』（ミオヤのひかり社、1959年）
- 『弁栄聖者光明大系 清浄光・歓喜光・智慧光・不断光』（ミオヤのひかり社、1960年）
- 『弁栄聖者光明大系 難思光・無称光・超日月光』（ミオヤのひかり社、1964年）
- 『自覚の曙光 - 仏陀禅那弁栄聖者御遺文』（光明会本部聖堂、1964年）
- 『宗祖の皮髄 - 仏陀禅那弁栄聖者御遺文』（光明会本部聖堂、1965年）
- 『無辺光 - 弁栄聖者光明大系』（田中木叉編、講談社、1969年）
- 『阿弥陀経図会 - 仏陀禅那弁栄聖者御遺文』（光明会本部聖堂、1974年）
- 『十六観相 - 仏陀禅那弁栄聖者御遺文』（光明会本部聖堂、1975年）
- 『如来光明礼拜儀』（光明修養会、1995年）

新版刊行
- 『法然上人の神髄　現代語訳「山崎弁栄講述－『宗祖の皮髄』」』（谷慈義訳注／河波定昌監訳、眞人堂、2016年4月）
- 『人生の帰趣』（岩波文庫、2018年4月）。解題大南龍昇、解説若松英輔
- 『山崎弁栄 光明主義講話 - 大悲のことば』（中井常次郎（弁常居士）記、求龍堂選書、2020年3月）

## 関連文献
- 山本幹夫『辨榮聖者の人格と宗教』（大東出版社、1937年）
- 藤堂恭俊『弁栄聖者』（光明会連合本部、1959年）
- 田中木叉『日本の光 - 弁栄上人伝』（光明修養会、1969年、新版1997年）
- 佐々木有一『近代の念仏聖者　山崎弁栄』（春秋社、2015年）、大著
- 河波昌（定昌）「山崎弁栄 - 光明主義の聖者」-『浄土仏教の思想 第十四巻 清沢満之・山崎弁栄』[注釈 2]（講談社、1992年）
- 若松英輔「第1章 光の顕現―山崎弁栄の霊性」-『霊性の哲学』（角川選書、2015年）

### 論文・記事
- CiNii>山崎弁栄
- INBUDS>山崎弁栄
- 浄土宗大辞典